# روي بارث
روي بارث (بالإنجليزية: Roy Barth)‏ هو لاعب كرة مضرب أمريكي، ولد في 30 مارس 1947 في سان دييغو في الولايات المتحدة.

## وصلات خارجية
- روي بارث على موقع رابطة محترفي التنس (الإنجليزية)
- روي بارث على موقع الاتحاد الدولي لكرة المضرب (الإنجليزية)
- روي بارث على موقع خلاصة التنس.كوم (الإنجليزية)